# در میان سوگواران
در میان سوگواران (انگلیسی: Among the Mourners) یک فیلم کوتاه کمدی به کارگردانی دل هندرسون و بازیگری راسکو آرباکل است که در سال ۱۹۱۴ منتشر شد.

## گزیدهٔ بازیگران
- راسکو آرباکل
- چارلی چیس
- مک سوین